# Araranguá
Araranguá är en stad och kommun i delstaten Santa Catarina i Brasilien. Folkmängden i kommunen uppgår till cirka 65 000 invånare.

## Historia
Fram till 1700-talet var staden främst bebodd av carijós- och kaingangindianer. Dessa etniska grupper försvann när de första europeiska bosättarna kom.
Den 11 februari 1728 öppnades Caminho dos Conventos, en väg som förband Conventosbergen med Curitiba. Vägen användes främst för boskapstransporter från Rio Grande do Sul till São Paulo. Araranguá blev en viktig plats längs vägen.
De första som kom till regionen runt Araranguá var portugiserna, som kom från Laguna i början av 1800-talet. De bosatte sig i Conventosbergen. Senare kom italienska, tyska, polska och spanska immigranter samt afrikanska slavar. 1816 invigdes regionens första kapell i byn Canjicas och 1864 byggdes den första kyrkan i dagens Araranguá.
Området fick kommunrättigheter den 3 april 1880 och namngavs efter Araranguáfloden. Araranguá fick stadsrättigheter 1921.
Under 1900-talet delades den ursprungliga kommunen upp i mindre kommuner. Criciúma blev egen stad 1925 följd av Turvo (1948), Sombrio (1953), Maracajá (1967) och Balneário Arroio do Silva (1997).

## Administrativ indelning
Kommunen var 2010 indelad i fyra distrikt:
- Araranguá
- Balneário Morro dos Conventos
- Hercílio Luz
- Sanga da Toca

## Ekonomi
- Jordbruk, med produktion av ris, bönor, tobak och majs.
- Industri, baserad på metallurgi, krukmakeri, möbler och textil.
- Handel
- Turism

## Kommunikationer
Araranguá ligger vid BR-101, en viktig väg som förbinder flera större städer i Brasilien.
Under 1950-talet fanns en flygplats, men landningsbanan underhölls inte och blev till slut bara en lerig remsa som användes fram till 1990-talet, då stadens tillväxt gjorde den för osäker för att kunna användas. För närvarande ligger närmaste flygplats i Criciúma, 31 km bort, där endast NHT Linhas Aéreas och några privata charterbolag trafikerar. För kommersiella flygningar är Hercílio Luz internationella flygplats i Florianópolis den mest använda.